# شونجي إيواموتو
شونجي إيواموتو (باليابانية: 岩本 隼児) (مواليد 29 ديسمبر 1981)، هو لاعب كرة قدم سابق كان يلعب كمدافع.